# جون ساندز
جون ساندز (بالإنجليزية: John Sands)‏ هو لاعب كرة قدم بريطاني (وحمل سابقاً جنسية المملكة المتحدة لبريطانيا العظمى وأيرلندا) في مركز حراسة المرمى، ولد في 4 مارس 1859 في نوتنغهام في المملكة المتحدة، وتوفي في 29 فبراير 1924. شارك مع منتخب إنجلترا لكرة القدم. أما مع النوادي، فقد لعب مع نوتينغهام فورست.

## وصلات خارجية
- جون ساندز على موقع قاعدة بيانات كرة القدم.إي يو (الإنجليزية)
- جون ساندز على موقع ناشيونال فوتبول تيمز (الإنجليزية)
- جون ساندز على موقع عالم كرة القدم.نت (الإنجليزية)